# モビリティ・マネジメント

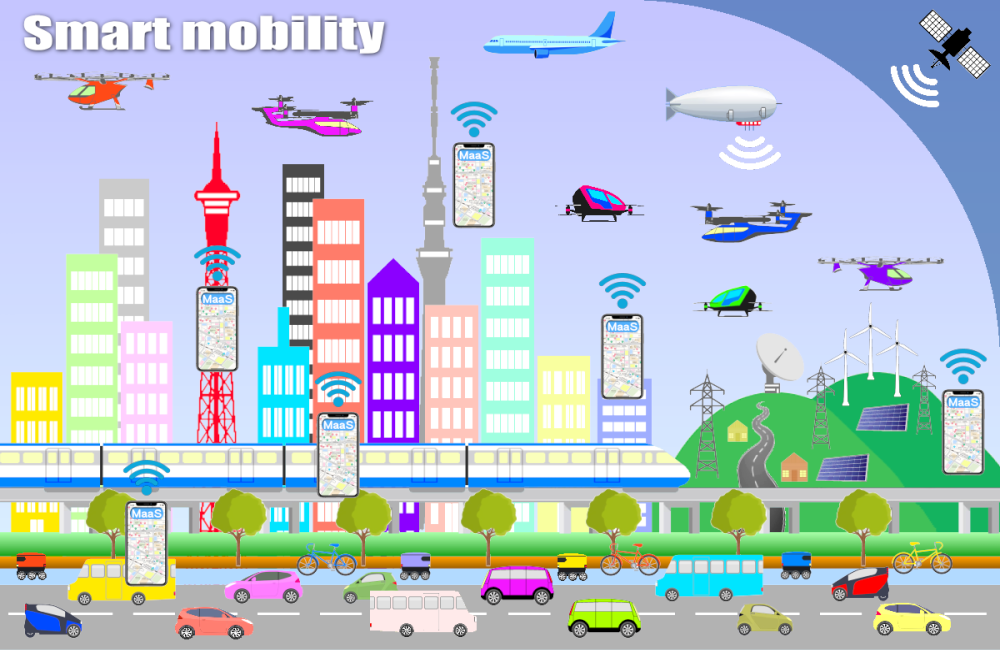
MaaSアプリを活用したモビリティ・マネジメントの実現（イメージ）

モビリティ・マネジメント（Mobility Management、略称MM）とは、多様な交通施策を活用し、個人や組織・地域のモビリティ（移動状況）が社会にも個人にも望ましい方向へ自発的に変化することを促す取組みを指す。
具体的には、一般の人々や各種の組織を対象としたコミュニケーション施策を中心に、様々な運用施策やシステムの導入や改善、実施主体となる組織の改変や新設などを持続的に展開する。そして、それらを通じて、一般の人々や各種の組織が、渋滞や環境問題、あるいは個人の健康といった問題に配慮しつつ、過度に自動車に頼る状態から公共交通機関や自転車などを「かしこく」使う方向へと自発的に転換していくことを促すものである。

## モビリティ・マネジメントの言葉の意味
まず、「モビリティ」とは、一人一人の移動を意味すると共に、地域全体の交通流動を意味するものである。すなわち、モビリティとはあらゆる種類の「移動」を意味するものである。一方、「マネジメント」とは、経営と訳されることが多いが、その元々の意味は「目標にむかって，どうにかこうにかやりくりしていくこと」という意味である。
すなわち、モビリティ・マネジメントという言葉は、「一人一人の移動や地域の交通流動を，“改善”していくために行う一連の取り組み」を意味するものである。

## 基本的な考え方
MMの基本的な3つの考え方を以下に示す。
交通問題を社会問題として捉える
多くの交通政策は、交通現象を物理現象や経済現象として捉えることが一般的であった。しかし、MMでは交通問題を個々の人間が引き起こす「社会問題」（より具体的には社会的ジレンマ）であると考える。その上で、個々の人間や組織および地域コミュニティの意識と行動が「自発的に変化」することを目標に様々な働きかけを行っていく。
かしこいクルマの使い方を考える
自動車は利便性の高い輸送機関だが、過度な利用は環境破壊や健康被害、都市郊外化や公共交通の衰退など様々な問題をもたらす。MM はこうしたクルマとかしこくつきあっていく社会を目指す。自動車の利用が過剰であればその抑制を目指し、高速道路やバス・鉄道の活用が不十分であればその利用促進を図るための働きかけを行う。こうした考え方に基づいて、日本では「かしこいクルマの使い方を考えるプロジェクト」といった名称で様々な MM施策が展開されている。
持続的に展開する
上記の「クルマとかしこくつきあう社会」を築くという目標の達成は必ずしも容易ではない。そのため、取組みは持続的なマネジメントであることが不可欠である。

## 施策体系
MM は自発的な行動の変化を導くための「コミュニケーションを中心とした一連の取組み」である。したがって、コミュニケーション施策を重視しつつも、それをサポートする下記のような様々な取り組みもあわせて実施し、総合的に展開していく。

### コミュニケーション施策
「自発的な行動変容」を導く最も基本的な方法で、コミュニケーションを通じて人々の意識や認知に直接働きかけ、行動の変容を目指す施策である。具体的には、大規模かつ個別的にコミュニケーションを実施し、それを通じて一人一人の意識と行動の変容を期するトラベル・フィードバック・プログラム (TFP) が代表的な施策である。それに加えて、広く薄く働きかけるニューズレターの配布や新聞等のマスコミを通じた働きかけ、狭く深く働きかけるワークショップを活用する方法などがある。

### 交通整備・運用改善施策
「自発的な行動変容」をサポートすることを目的とした、公共交通の利便性の向上や料金施策など（pull施策）や、自動車の利用規制や課金施策など（push施策）を意味する。コミュニケーション施策と適切に組み合わせることで、「自発的な行動変容」をより大きく期待できるモビリティ・マネジメントの展開が可能となる。
なお、財源や合意形成の問題などのために、しばしば、上記の様な「交通運用改善施策」の実施が難しい場合がある。その場合には、それらの施策を「一時的」に実施するだけでも、「自発的な行動変容」をサポートすることができる。

### モビリティ・マネジメント主体の組織化
上記の様な各種の取り組みを実施するには、それをマネジメントする主体が不可欠である。一方で、そうした取り組みを持続的に展開していくことによって、そうしたマネジメント主体がより多様で、組織横断的で、かつ、機動性のある高度な水準のものへと発展していくことが期待される。そして、それを通じて、より効果的にモビリティの質的改善が実施可能となる。ついては、MMの取り組みには、「MM施策を実施する」ということだけではなく、当該地域のMMの実施組織を「育てて」いくことも重要な一要素として含まれる。

## 具体的事例
モビリティ・マネジメントは、日本では1999年頃から始められた比較的新しい交通政策の考え方である。これまでに様々な取組みが行われてきたが、以下に代表的な事例を説明する。
これらの結果から、適切な公共交通システム改善とコミュニケーション施策により公共交通機関の利用促進や自動車分担率の削減が達成可能なことが見て取れる。また、システム改善を行った際には、その潜在的有効性を高めるために適切なコミュニケーション施策を併用することが極めて重要であることを意味している。

### 宇治での職場MM
京都府南部の宇治地域は3つの鉄道路線が整備され、その各駅周辺には大規模な事業所が立地している。また鉄道のほか多くのバス路線も運行されているものの自家用自動車通勤者が多く、朝夕には道路混雑が生じていた。そのため、2005年にこの地域の商工会議所に参加する企業に協力を依頼し、全従業者に「ワンショットTFP」を実施した。これは環境や健康のため京都府や宇治市などからなる協議会がクルマ以外の通勤を呼びかける冊子と地域の公共交通マップをアンケート票と共に配布するというものである。アンケートでは同封した冊子やマップの感想を尋ねることでそれらに目を通すことを促し、クルマ以外での具体的な通勤方法を自由記述させた。これは調査よりむしろ「通勤を考え直すきっかけ作り」を目的としたものである。
ワンショットTFP の実施後、宇治地域の鉄道駅で午前7、8時台の定期外利用者が約5割増加し、1年後にもほぼ同水準の需要があることが確認された。鉄道事業の増収は年間で2,000万円以上と試算され、これは投入した費用の10倍前後にあたる。また近隣の道路渋滞長も3割程度減少した。

### 龍ケ崎の居住者対象MM
茨城県龍ケ崎市では、民間のバス事業者が公共交通サービスを提供できていない地域でコミュニティバスを運用している。導入当初は周知が進むに連れて需要が伸びたものの、2、3年程で頭打ちとなった。こうした状況を受けて、バス利用促進のためのニューズレターを市報と共に全戸配布し、特定の路線（循環ルート）の周辺5,000戸を対象に、宇治で行われたものと同様のTFPを2005年8月 - 2006年8月に行った。ただし、この事例では簡単な事前調査が行われており、その結果を踏まえてより詳細な情報を提供した。それにより、TFP を行った循環ルートのみ需要の伸び率が上昇する結果が得られ、その効果も1年以上持続している。

### 筑波大学でのMM
学内循環バス利用促進
茨城県つくば市にある筑波大学は鉄道空白地帯にある立地の関係から教員の通勤手段として自動車の分担率が75％を超え、バスの分担率は8％弱という水準であった。しかし、2005年のつくばエクスプレス開業を契機にアクセスバスの抜本的な改善を行い、最寄りのつくば駅（つくばセンター）からのバス頻度を約4 - 5倍とした上で大学関係者専用の年間パス（学生4,200円／年、教員8,400円／年。詳細は筑波大学キャンパス交通システムを参照）を発行。さらにバス利用を促すメッセージと地図および時刻表、年間パス申し込み票を収めたリーフレットを全学生と教職員に配布するワンショットTFP を実施した。こうした一連の取組みを経て自動車通勤の分担率は約2割減少し、バス利用率は2倍以上となった。なお、ワンショットTFP 後には全体のバス利用者も1.7倍以上となっている。
MMツール「交通すごろく」に関する研究
筑波大学ではモビリティ・マネジメントのツールとして「交通すごろく」を用いて研究を行った。
交通すごろくとは交通の社会的ジレンマを分かりやすく体験するためのボードゲームであり、サイコロは使用せずに「クルマ」と「電車」の2枚のカードを使用する。プレイヤーは毎ターン、他のプレイヤーと相談せずにいずれかのカードを選択し、ゴールに早く到着することを目指す。通常ルールの「BASIC」の他に、電車で進めるマス数が半減する「公共交通不便」などのバージョンが存在する。クルマと電車の特徴・効果は以下の通り。
- クルマ
  - ターン毎に選んだ人数が多くなると、"渋滞"が発生して進むことができるマス数が減る。
- 電車
  - "乗客"（選んだ人数）が多くても必ず一定のマス数を進むことができる。

「交通すごろく」で進めるマス数の例
| 選んだ人数                     | 1 | 2 | 3 | 4 | 5 | 6 | 7 |
| ------------------------------ | - | - | - | - | - | - | - |
| クルマ（BASIC/公共交通不便）   | 9 | 7 | 4 | 2 | 1 | 0 | 0 |
| 電車（BASICバージョン）        | 4 | 4 | 4 | 4 | 4 | 4 | 4 |
| 電車（公共交通不便バージョン） | 2 | 2 | 2 | 2 | 2 | 2 | 2 |

BASICバージョンに比べ公共交通不便バージョンでは、電車が不便になる事でクルマの利用が増加し、BASICバージョンよりも"渋滞"が激しくなる。つまり、電車だけが不便になるのに、進めるマス数減少という悪影響がクルマにも発生する。以上のルールは、ゲーム上での一種の社会的ジレンマの再現である。
本研究では、事前アンケートの実施後にBASICバージョン、公共交通不便バージョンの順に交通すごろくを実施し、プレイヤーのカードの出し方を記録した。ゲーム後にはプレイヤーに向けて社会的ジレンマについての解説を行った後に事後アンケートを行った。これらのカード出し方データ及びアンケートの回答データを基に分析を実施し、同大学心理研究室は下記の3つを結論として述べた。
- 交通すごろくには一定程度態度変容効果は存在する、すなわち交通すごろくはMMツールとして有効に活用できる。
- 交通すごろくの"渋滞"現象は、一部のプレイヤーのクルマ利用が急増したわけではなく、電車を中心に利用していた多くのプレイヤーが少しずつクルマも利用するようになることによって引き起こされるということが示された。
- （交通すごろくという限られた場面ではあるが、）公共交通が不便になることによって、クルマ利用が増加し交通行動が利己的になることが判明した。

### 豪州パースにおける大規模MM
日本国外では、より大規模な TFP やコミュニケーション施策も展開されている。例えば1999年から家庭訪問を主体とする TFP を行ったオーストラリアのパース都市圏での事例が代表的である。2000年に南パース市で全世帯を対象とした TFP を実施したところ同市の自動車分担率は1割近く低下し、バス利用者が3 - 4割程度増加する成果が得られた。4年後の調査でもほぼ同水準の効果確認されている。パース都市圏ではこの成功を受けて都市圏全域の数十万世帯を対象に TFP を実施することとなり、豪州各地や英国をはじめとする欧州諸国の大規模TFP を実施する機運を作った。
2008年に発表した資料は『豪州におけるモビリティ･マネジメント：パースとアデレードにおける取り組みとその比較』を参照されたい。

## モビリティ・マネジメントの今後
MMは、以上の様な各種の事例を通じて、交通システムの質的改善とモーダルシフトを達成してきたが、それらを通じて、より長期的には、モビリティを改善するための「世論」と「財源」の双方が徐々に形成されていくことが期待されることとなる。なぜなら、一人一人の意識と行動がかわり、公共的により望ましい「交通手段分担率」の実現が達成されれば、交通事業者の収益は増進すると共に、公共交通の改善を求める「世論」が形成されることとなるからである。それ故、それらを通じて、中長期的に公共交通のサービス水準、すなわち、地域モビリティの質が、より、「本質的」に、向上することが期待できることとなる。
　言うまでもなく、地域モビリティを改善する際に、交通工学や交通計画についての各種「技術」が不可欠であるが、モビリティ・マネジメントは、そうした技術が実際に活用されるための「世論」や「財源」といった社会的な風潮を形づくることを通じて、より抜本的、本質的に、地域モビリティの水準、そして、社会的な厚生水準の向上を目指すものである。各地における今後のモビリティ・マネジメントの展開は、こうした視点から、長期的に評価していくことが重要となる。